# Список главных балетмейстеров Санкт-Петербургского (Ленинградского) балета
Петербургская балетная труппа была создана при императорских театрах, после революции в 1917 году вместе со всей структурой Императорских театров перешла в государственную собственность СССР; работала в нескольких театральных зданиях: Оперный дом у Невской першпективы, Оперный дом у Летнего сада, другие помещения, Вольный Российский Театр (c 1783 г. куплен в казну), Эрмитажный театр, Большой театр (Санкт-Петербург), Мариинский театр.
Петербургский (Ленинградский) балет в разные годы возглавляли:
- 1733—1747: Ланде, Жан Батист
- 1742—1759: Ринальди, Антонио (хореограф)
- 1758—1764: Хильфердинг, Франц
- 1766—1772: Анжолини, Гаспаро
- 1779—1783: Канциани, Джузеппе
- 1784—1792: Канциани, Джузеппе
- 1792—1799: Ле Пик, Шарль
- 1801—1811: Дидло, Шарль Луи
- 1803—1819: Вальберх, Иван Иванович, частично совместно с Дидло, затем единолично
- 1816—1829: Дидло, Шарль-Луи, частично совместно с И. Вальберхом, затем единолично
- 1829—1832: Блаш, Алексис
- 1832—1848: Титюс, Антуан
- 1848—1859: Перро, Жюль
- 1859—1869: Сен-Леон, Артур
- 1869—1904: Петипа, Мариус Иванович
- 1904—1909: Фокин, Михаил Михайлович
- 1909—1922: ?
- 1922—1930: Лопухов, Федор Васильевич
- 1930—1938: ?
- 1938—1944: Лавровский, Леонид Михайлович (в 1942—1944 был в Ереване)
- 1944—1945: Лопухов, Федор Васильевич (в 1941—1944 руководил эвакуированным в Пермь балетом)
- 1945—1951: Гусев, Пётр Андреевич (?)[1]
- 1951—1956: Лопухов, Федор Васильевич
- 1956—1968: Якобсон, Леонид Вениаминович
- 1968—1972: Виноградов, Олег Михайлович
- 1972—1977: ?
- 1977—1995: Виноградов, Олег Михайлович
- 1995—2008: Вазиев, Махар Хасанович
- 2008—2024: Фатеев, Юрий Валерьевич (и. о.)[2]
- 2024—н. в.: Фадеев, Андриан Гуриевич